# Aeroporto di Ufa
L'aeroporto Internazionale di Ufa in russo Международный аэропорт Уфа? conosciuto anche come aeroporto di Ufa-Bulgakovo è un aeroporto civile internazionale della Repubblica russa del Baškortostan, situato a 15 chilometri a sud-ovest della città di Ufa.

## Storia

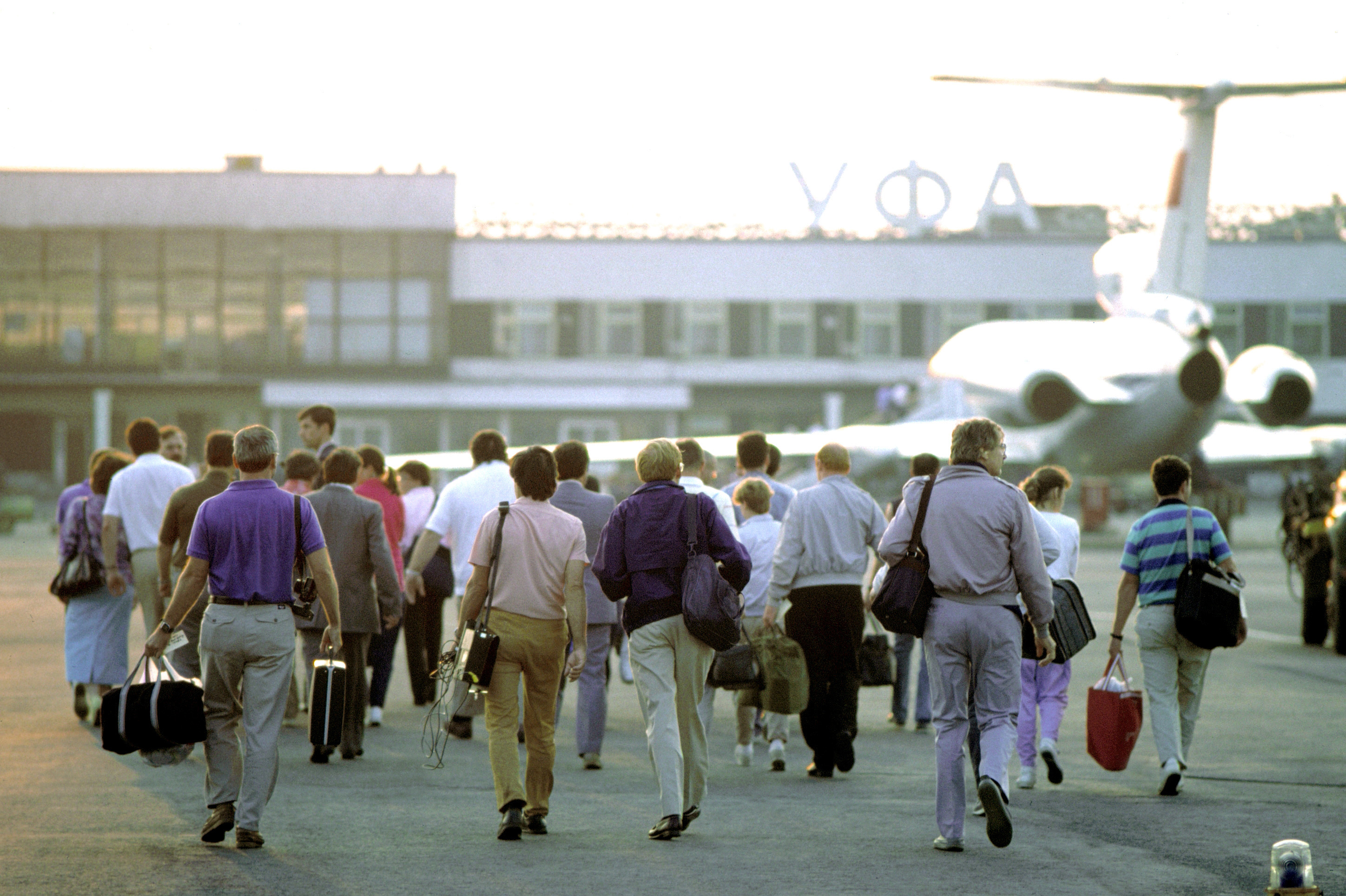
Aeroporto di Ufa (1989)

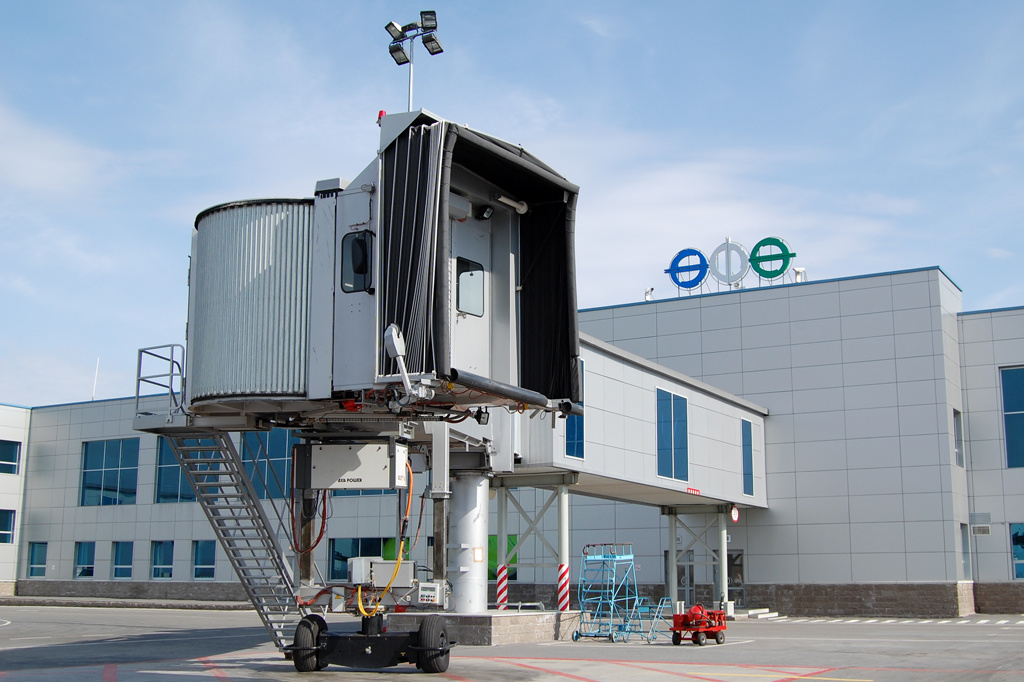
La vista del Terminal dell'aeroporto di Ufa dalla pista aeroportuale.

- 1923-1924 - apertura del Club di Aviazione di Ufa, il primo aereo arriva a Ufa.
- 1933- apertura della linea aerea Ufa-Mrakovo-Magnitogorsk-Ufa
- 1954- arrivo del primo aereo Antonov An-2 a Ufa
- 1956- arrivo del primo elicottero Mil Mi-1 e dell'aereo Yakovlev Yak-12 a Ufa
- 1958- arrivo del primo aereo Lisunov Li-2 a Ufa
- 1959-1963 - ampliamento dell'aeroporto per i moderni aerei russi Antonov An-24, Ilyushin Il-18, Tupolev Tu-124
- 1967- i primi Tupolev Tu-134 a Ufa
- 1974- i primi Tupolev Tu-154 a Ufa
- 1990- II categoria ICAO per l'aeroporto di Ufa
- 1992- apertura del Terminal internazionale all'aeroporto
- 2005-2007- lavori di ricostruzione delle piste attive e del Terminal Passeggeri dell'aeroporto di Ufa
- Nel periodo gennaio - novembre 2010 all'aeroporto di Ufa sono transitati 1 394 511 passeggeri, il 26,5% in più rispetto allo stesso periodo del 2009.[7]

## Dati tecnici
L'aeroporto di Ufa è attualmente dotato di 5 piste, delle quali due attive e recentemente attrezzate con i sistemi d'illuminazione che permettano l'atterraggio ed il decollo degli aerei 24 ore al giorno.
La lunghezza della prima pista attiva è di 2.513 m x 50 m. La lunghezza della seconda pista attiva è di 3.761 m x 60 m.
L'aeroporto di Ufa è equipaggiato per la manutenzione, l'atterraggio ed il decollo degli aerei Boeing 747 e Antonov An-124 e di tutti gli aerei di classe minore.
L'aeroporto offre servizio antincendio e di pronto intervento secondo la 8ª categoria ICAO.

## Dati meteorologiche
| Mese        | Gennaio | Febbraio | Marzo | Aprile | Maggio | Giugno | Luglio | Agosto | Settembre | Ottobre | Novembre | Dicembre |
| Temperatura | -18     | -18      | -12   | -1     | 7      | 12     | 13     | 12     | 6         | 0       | -8       | -15      |
| ----------- | ------- | -------- | ----- | ------ | ------ | ------ | ------ | ------ | --------- | ------- | -------- | -------- |

## Collegamenti con Ufa
TPL
L'aeroporto di Ufa si trova a 15 km a sud della città ed è facilmente raggiungibile con la linea no.101 del trasporto pubblico che arriva alla Stazione di Ufa delle Ferrovie russe. Inoltre, dal Distretto Sipajlovo della città ogni 15 minuti parte la linea no.110C (in russo: C-Скорый, in italiano: rapido) ed ogni 20-30 minuti la linea no.110.